# Richard Maleček
Richard Maleček (* 9. 10. 1949 Kladno) je český advokát.

## Život
Jeho pradědeček byl kapelníkem císařské rakousko-uherské armády. Richard Maleček vystudoval na Kladně gymnázium, maturoval v roce 1968. V témže roce začal studovat na Právnické fakultě Univerzity Karlovy v Praze, na které získal i titul doktora práv.
Pracoval v resortu prokuratury. V roce 1989 se podílel na vyšetřování zásahu na Národní třídě, byl členem vyšetřující komise Generální prokuratury. Podílel se na vyšetřování nejzávažnějších případů porušování práva v bývalém režimu. V roce 1990 přešel na Federální ministerstvo vnitra, kde zastával až do rozdělení federace funkci ředitele Federálního úřadu pro vyšetřování. Také byl členem Legislativní rady federální vlády. Poté byl až do roku 1996 ředitelem Úřadu vyšetřování hl. m. Prahy. V témže roce počal vykonávat advokátní praxi ve své advokátní kanceláři a jako advokát působí i v současnosti. Úspěšně pracoval v mnoha i mediálně známých trestních kauzách. Publikoval články v denním tisku, odborné články do právnických časopisů a je přednáškově činný. Obdržel ocenění od Kongresu USA. V roce 1990 byl vyznamenán Medailí Za zásluhy. Jeho stručný životopis byl publikován v několika i zahraničních životopisných encyklopediích.
Richard Maleček má tři děti a pět vnoučat. Žije s rodinou v Praze, v osobním volnu se věnuje rozvoji tenisu své nejmladší dcery.